# Mick West
Mick West es un escritor científico británico, investigador escéptico y programador de videojuegos retirado. Es el creador de los sitios web Contrail Science y Metabunk, e investiga y desacredita afirmaciones pseudocientíficas y teorías de conspiración como las estelas químicas y los ovnis . Su primer libro es "Escapar de la madriguera del conejo: cómo desacreditar teorías de conspiración usando hechos, lógica y respeto" (Escaping the Rabbit Hole: How to Debunk Theories Conspiracy Using Facts, Logic, and Respect).
Micke West ha aparecido en varios medios, incluidos CBS, BBC, CNN, Radio New Zealand y Scientific American como analista experto en conspiraciones y comunicador científico. En varias ocasiones ha sido expositor en dos ocasiones en la conferencia del Comité para la Investigación Escéptica, y en 2020 fue elegido miembro de la organización.

## Primeros años de vida
West creció en el pequeño poblado de Bingley, en las afueras de Bradford, Inglaterra. Cuando era niño, estaba fascinado por lo paranormal, los ovnis y las historias de abducciones extraterrestres, y también creía que tenía habilidades psíquicas. A medida que crecía, llegó a creer que estos fenómenos no eran reales y, en cambio, que había explicaciones racionales para explicarlos. "Solía creer en todas estas cosas y luego dejé de creer en todas estas cosas, y supongo que simplemente averiguar por qué estas cosas estaban mal se volvió interesante para mí". En la edad adulta temprana, West se encontró usando un tablón de anuncios basado en un módem pre-Internet llamado FidoNet para discutir con las personas que lo usaban para difundir teorías de conspiración.

## Carrera de programación de videojuegos
West cofundó la empresa de desarrollo de videojuegos Neversoft Entertainment en julio de 1994 con Joel Jewett y Chris Ward. Neversoft es popularmente conocido por las franquicias de videojuegos Spider-Man, Tony Hawk's y Guitar Hero, y West estuvo muy involucrado en la programación de los primeros cinco juegos de la serie Tony Hawk . La empresa fue adquirida por Activision en octubre de 1999.

## Carrera de escepticismo
En 2003, después de renunciar a Neversoft, el interés de West en desacreditar se afianzó. "Me retiré, tenía mucho tiempo libre, no tenía muchos otros intereses que perseguir, así que pude concentrarme en estas cosas. Podría concentrarme en Morgellons, y escribí como cien pequeños artículos sobre Morgellons. Debido a que tengo esta experiencia en la programación de videojuegos y la depuración e investigación de cosas, pude hacer investigaciones técnicas bastante profundas de las cosas".
West ahora intenta interactuar con sus entrevistados y su audiencia en sus diversos medios con empatía para ayudarlos a ver la realidad. Esta gente, dice, ve una versión diferente de la realidad: “Prefieren aquella en la que el gobierno es malo. Ahora, no significa que el gobierno no sea malvado, no significa que las personas en el poder no sean corruptas, no significa que los políticos no sean corruptos, pero tampoco significa que colocaron bombas en el World Trade Center. El hecho de que los políticos sean corruptos no implica necesariamente que el World Trade Center haya sido una demolición controlada".

### Sitios web
West se interesó en la teoría de la conspiración de las estelas químicas mientras estudiaba el clima aeronáutico para obtener su licencia de piloto. Creó el sitio web "Contrail Science" con el objetivo de explicar las estelas y desacreditar las teorías de las estelas químicas. Inicialmente creyó que podía explicar y desacreditar estas teorías con bastante rapidez, pero fueron más resistentes de lo que había anticipado: ahora ha pasado más de 10 años cubriendo el tema.
La discusión en el sitio web "Contrail Science" finalmente se expandió para incluir otras teorías de conspiración, incluida la del 11 de septiembre. Así que West decidió crear otro sitio web, "Metabunk", para expandir la discusión a otras creencias alternativas. Metabunk cubre temas como la pseudociencia, los ovnis y lo paranormal . El sitio web también incluye un foro, "Skydentify", donde West invita a la gente a enviar fotos y videos de ovnis y supuestos fantasmas. Los analiza utilizando su experiencia en programación de videojuegos y Photoshop, y luego él y otros miembros del foro intentan explicar qué representan realmente las fotos y los videos. También discuten la mejor manera de comunicar los resultados de sus investigaciones de desacreditación. El análisis de West y otros expertos sobre Metabunk se ha citado en publicaciones generalistas.
West describe el objetivo de su trabajo como intentar sacar a la gente de la "madriguera de conejo" del pensamiento conspirativo. "Chemtrails es una teoría sorprendentemente popular; está a la altura de cosas como las teorías de conspiración del 11 de septiembre", dice. "Todo se deriva de una desconfianza fundamental de la ciencia y la autoridad. Siempre obtendrá un porcentaje de personas que son verdaderos creyentes. Mi objetivo es minimizar eso tanto como sea posible, evitar que las personas caigan en la trampa y ayudarlos a salir lo más fácilmente posible".
También creó el foro en línea morgellonswatch.com para disipar los mitos y la información errónea que rodea a la condición de la piel no confirmada, Morgellons .

### Trabajo académico
En agosto de 2016, West fue coautor de un artículo con los científicos climáticos Ken Caldeira, Christine Shearer y Steven J. Davis publicado en la revista Environmental Research Letters titulado Cuantificación del consenso de expertos contra la existencia de un programa secreto de fumigación atmosférica a gran escala (SLAP ) . El objetivo del documento era producir una respuesta experta revisada por pares a la teoría de las estelas químicas. Los autores encuestaron a expertos en química atmosférica y deposición para evaluar científicamente las afirmaciones de los teóricos de la conspiración de estelas químicas. Tras su publicación, fue reconocido como el primer estudio realizado por una importante organización científica sobre el tema. Su conclusión informó que "76 de 77 (98,7%) científicos que participaron en este estudio dijeron que no había evidencia de un SLAP, y que los datos citados como evidencia podrían explicarse a través de otros factores, como la formación típica de estelas y la mala instrucciones de muestreo de datos presentadas en los sitios web de SLAP"  La empresa de ciencia de datos Altmetric calificó el documento en el 5% superior de todas las investigaciones en términos de interés generado y ha sido citado muchas veces por publicaciones científicas y medios de comunicación. Esto incluyó al New York Times, donde West dijo que el nuevo estudio debería ayudar a convencer a las personas que de otro modo podrían estar convencidas por un sitio web de chemtrails. "Estás tratando de contener la marea hasta cierto punto y, con suerte, menos personas caerán en esa forma de pensar".

### Comité de Investigación Escéptica
West ha escrito varios artículos para Skeptical Inquirer, la revista del Comité para la Investigación Escéptica (CSI), que incluyen "Curated Crowdsourcing in UFO Investigations", "In Defense of Debunkers" y "UFOs Come Out of the Shadows". Otra vez. Quizás.” 
En 2016, West realizó una presentación en Sunday Papers en la conferencia anual de CSI, CSICon, titulada "Expert Elicitation vs. Chemtrails" en el que habló sobre su artículo científico de 2016 sobre ingeniería climática . En 2018, West habló nuevamente en CSICon, esta vez como orador destacado sobre el tema de desacreditar una teoría de conspiración del 11 de septiembre que involucra microesferas.
En 2020, West se convirtió en miembro de CSI.

### Escapando de la madriguera del conejo
En 2018, West escribió Escaping the Rabbit Hole. Cómo desacreditar las teorías de la conspiración utilizando hechos, lógica y respeto con el objetivo de ayudar a las personas a comprender y explicar las teorías de la conspiración, y luego transmitir esas explicaciones a otros. En una reseña del libro, el actor británico Stephen Fry escribió: "Mick West demuestra con un estilo exquisito, ingenio y perspicacia cómo esas tres raras y valiosas especies, Realidad, Lógica y Respeto (cada una ahora al borde de la extinción) tienen en el arnés el poder de hacer brillar la luz en la oscuridad y disipar el miasma de los prejuicios, la superstición y la ignorancia terriblemente orgullosa que amenaza con envenenar nuestra época". Un extracto extenso de este libro fue publicado en Salón . El libro apareció en un análisis publicado por la Oficina de Ciencia y Sociedad de la Universidad de McGill en 2018. Celestia Ward señala que "desacreditar las teorías de la conspiración es mucho trabajo. Pero vale la pena si está ayudando a un ser querido con una mentalidad que puede causarle daño. Mick West ha asumido una enorme cantidad de trabajo él mismo, resumiendo algunas creencias de conspiración y hechos demostrables para refutar esas creencias. . ." 

### Cuentos de la madriguera del conejo
West comenzó un podcast en abril de 2019, Tales from the Rabbit Hole, en el que entrevista a invitados de la "cultura de la conspiración".

### Cobertura mediática
West ha sido citado por una variedad de medios como analista experto en estelas químicas, ovnis y otras teorías de conspiración.
En 2010, West apareció en las noticias de la noche de CBS y en las noticias de radio de KPCC para comentar sobre un video viral de lo que parecía ser el lanzamiento de un misil "misterioso".
En 2013, West apareció en el documental "Overcast" como una refutación a los promotores de las teorías de conspiración de estelas químicas.
En septiembre de 2016, Radio New Zealand describió a West como un escritor científico y alguien que "se dedica al arte de desacreditar teorías descabelladas que circulan en línea y ayudar a otras personas a hacer lo mismo, con su sitio web, Metabunk". En la entrevista, describió cómo su pasión por desacreditar proviene de la preocupación de que se ignoren los problemas reales porque se ignora la ciencia. En particular, habló sobre el daño que pueden causar los teóricos de la conspiración cuando acusan a las familias de las víctimas de masacres armadas como actores de crisis. También explicó que a la hora de "tratar con teóricos de la conspiración lo mejor es ser cortés. Tienes que ser una especie de caballero científico. Si la gente es educada, te escucharán. Nunca tergiverses a ti mismo, nunca mientas, nunca falsifiques evidencia, nunca te dejes engañar por engaños. Tienes que estar 100% irreprochable en todo momento".
En mayo de 2020, Susan Gerbic de About Time Project entrevistó a West sobre cómo las personas caen en la "madriguera del conejo" de las teorías de conspiración y discutieron ideas para ayudar a amigos y familiares a hacerse realidad.
A fines de diciembre de 2020, West fue uno de los expertos citados en un artículo de la BBC sobre sugerencias para hablar con amigos y familiares que creen en teorías de conspiración. West dijo: "Mi regla número uno sería no estropear la Navidad. . . Una conversación enojada y acalorada dejará a todos sintiéndose como una basura y cimentando aún más las creencias de conspiración".
En mayo de 2021, West fue invitado al programa Cuomo Prime Time de CNN, donde brindó sus explicaciones sobre tres videos recientes de UAV de alto perfil realizados por personal de la Marina de los EE. UU. En cada caso, West demostró que simples interpretaciones erróneas y artefactos de video eran probablemente explicaciones de los atributos peculiares de los objetos grabados. : 32:20 
West ha hecho varias apariciones en podcasts sobre su vida y su carrera desacreditadora. Estos incluyen ser entrevistado por Richard Saunders en Skeptic Zone, Benjamin Radford en Squaring the Strange, y en Something You Should Know . También ha hecho varias apariciones en Joe Rogan Experience para discutir varias teorías de conspiración.
En junio de 2021, antes de la publicación del informe del Grupo de trabajo UAP del Pentágono sobre fenómenos aéreos no identificados, West fue entrevistado en Scientific American como analista experto de la evidencia en video. Con respecto al informe, West dijo: "Espero mucha discusión e información sobre los problemas reales de los objetos voladores no identificados. Pero no anticipo que tendrá mucho que complacerá a los entusiastas de los ovnis".

## Ciudadanía de Estados Unidos
West se crio en Inglaterra, asistiendo a la Universidad de Mánchester, pero en 2009 se convirtió en ciudadano de los Estados Unidos. Documentó el proceso de naturalización en detalle en su sitio web. A partir de 2020, West era residente de Sacramento, California .

## Pódcast
- Cuentos de la madriguera del conejo